# اوروش راچیچ
اوروش راچیچ (سیریلیک صربی: Урош Рачић؛ زادهٔ ۱۷ مارس ۱۹۹۸) بازیکن فوتبال اهل صربستان است.
از باشگاه‌هایی که در آن بازی کرده‌است می‌توان به باشگاه ورزشی تنریف، باشگاه فوتبال والنسیا، و باشگاه فوتبال ستاره سرخ بلگراد اشاره کرد.
وی همچنین در تیم‌های ملی فوتبال زیر ۲۱ سال صربستان و صربستان بازی کرده‌است.